# Chaceon
Genre
Chaceon est un genre de crabes de la famille des Geryonidae. Il comporte 33 espèces actuelles et six fossiles.

## Liste des espèces
- Chaceon affinis (A. Milne-Edwards & Bouvier, 1894)
- Chaceon albus Davie, Ng & Dawson, 2007
- Chaceon alcocki Ghosh & Manning, 1993
- Chaceon atopus Manning & Holthuis, 1989
- Chaceon australis Manning, 1993
- Chaceon bicolor Manning & Holthuis, 1989
- Chaceon chilensis Chirino-Gálvez & Manning, 1989
- Chaceon collettei Manning, 1992
- Chaceon crosnieri Manning & Holthuis, 1989
- Chaceon eldorado Manning & Holthuis, 1989
- Chaceon erytheiae (Macpherson, 1984)
- Chaceon fenneri (Manning & Holthuis, 1984)
- Chaceon gordonae (Ingle, 1985)
- Chaceon goreni Galil & Manning, 2001
- Chaceon granulatus (Sakai, 1978)
- Chaceon imperialis Manning, 1992
- Chaceon inglei Manning & Holthuis, 1989
- Chaceon karubar Manning, 1993
- Chaceon macphersoni (Manning & Holthuis, 1988)
- Chaceon manningi Ng, Lee & Yu, 1994
- Chaceon maritae (Manning & Holthuis, 1981)
- Chaceon mediterraneus Manning & Holthuis, 1989
- Chaceon micronesicus Ng & Manning, 1998
- Chaceon notialis Manning & Holthuis, 1989
- Chaceon paulensis (Chun, 1903)
- Chaceon poupini Manning, 1992
- Chaceon quinquedens (S. I. Smith, 1879)
- Chaceon ramosae Manning, Tavares & Albuquerque, 1989
- Chaceon sanctahelenae Manning & Holthuis, 1989
- Chaceon somaliensis Manning, 1993
- Chaceon yaldwyni Manning, Dawson & Webber, 1989
- †Chaceon helmstedtense (Bachmayer & Mundlos, 1968)
- †Chaceon matsushitai Kato and Koizumi, 2001
- †Chaceon miocenicus Fraaije, Hansen & Hansen, 2005
- †Chaceon peruvianus (d'Orbigny, 1842)

## Référence
- Manning & Holthuis, 1989 : Two new genera and nine new species of geryonid crabs (Crustacea, Decapoda, Geryonidae). Proceedings of the Biological Society of Washington, vol. 102, n. 1, p. 50–77.